# École des ingénieurs de la ville de Paris
Die École des ingénieurs de la ville de Paris (kurz: EIVP; deutsch: „Ingenieurschule der Stadt Paris“) ist die einzige französische Grande école d’Ingénieurs mit Betonung auf Stadtbauwesen. Auf Initiative der Stadt Paris wurde die Hochschule 1959 gegründet. Seit 2009 ist sie mit der École des Ponts et Chaussées verbunden. Sie ist Mitglied des Zentrums für Forschung und Hochschulbildung PRES (Pôle de recherche et d’enseignement supérieur) der Université Paris-Est. Die Hochschule war vor 2012 an der 15, rue Fénelon in Paris. Der neue Campus ist seitdem an der 60, rue Rébeval im 19. Arrondissement von Paris eröffnet.
Eigentlich gegründet, um den Beamtennachwuchs der Pariser Stadtverwaltung sicherzustellen, bildet sie heute auch junge Leute für die Privatwirtschaft aus. Studienfächer sind schwerpunktmäßig: Bauingenieurwesen, Raumplanung, Verkehrsplanung, Umweltwissenschaften und Energieversorgung.
Auslandsstudenten können sich über das Erasmus-Programm oder über das „N+i-Network“ bewerben, Praktikanten sind ebenfalls erwünscht.
Die EIVP unterhält Partnerschaften zur Technischen Universität Dresden und dem Karlsruher Institut für Technologie.

## Abschlüsse und Seminare
- Diplom als Ingenieur für Stadtbauwesen. Abschluss nach drei Jahren möglich.
- Kombiniertes Diplom als Ingenieur und Architekt. Angeboten in Zusammenarbeit mit der École nationale supérieure d'architecture de Paris-La Villette (ENSAPLV). Abschluss nach fünf Jahren möglich.
- Master, gemeinsam mit der École des Ponts  akkreditiert, in kommunal-städtischem Ingenieurwesen und Informatik (URBANTIC). Abschluss nach fünf Jahren möglich.
- Kurzseminar für nachhaltige Stadtentwicklung.
- Sommerseminar (Monat August) für Städteproblematik.